# 实习生 (电影)
是一部由南茜·迈耶斯编导的2015年美国喜劇片，勞勃·狄尼洛、安·海瑟薇和蕾妮·羅素主演。2015年9月25日由华纳兄弟发行上映。

## 剧情
年轻的茱兒·奧斯丁（Jules Ostin）是一个纽约市时装公司的创始人和CEO，老年退休男子班·惠塔克（Ben Whittaker）应聘成为该公司的老年实习生，他在茱兒身边工作，给公司和茱兒的个人生活带来了积极的影响，从而与之成为忘年之交。

## 演員
| 演員                                        | 角色                        | 備註                                        |
| 勞勃·狄尼洛 Robert De Niro                  | 班·惠塔克 Ben Whittaker     | 退休銀髮族，ATF新進實習生，直屬茱兒         |
| 安·海瑟薇 Anne Hathaway                     | 茱兒·奧斯汀 Jules Ostin     | 時裝公司「About The Fit」創辦人兼執行長     |
| 蕾妮·羅素 Rene Russo                        | 費歐娜·法威爾 Fiona Farwell | ATF內聘按摩治療師，最終和班交往             |
| 安德斯·霍姆 Anders Holm                     | 麥特 Matt                   | 茱兒丈夫，曾背著茱兒外遇                    |
| 喬喬·凱許娜 JoJo Kushner                    | 派姬 Paige                  | 茱兒女兒                                    |
| 安德魯·蘭內斯 Andrew Rannells               | 卡麥隆 Cameron              | ATF經理，「銀髮族實習生」計畫構想者         |
| 亞當·迪凡 Adam DeVine                       | 傑森 Jason                  | ATF職員，負責帶領新實習生，喜歡貝琪，班死黨 |
| 查克·皮爾曼 Zack Pearlman                   | 戴維斯 Davis                | ATF新進實習生之一，班死黨                   |
| 傑森·歐利 Jason Orley                       | 路易斯 Lewis                | ATF職員，班死黨                             |
| 克莉絲汀娜·薛爾 Christina Scherer           | 貝琪·史考特 Becky Scott     | ATF總機兼茱兒助理。                         |
| 納特·沃爾夫 Nat Wolff                       | 賈斯汀 Justin               | ATF職員。面試官之一，當面錄取了班。         |
| 琳達·拉文 Linda Lavin                       | 佩蒂 Patty                  | 班好友，對班有意思，大吃費歐娜飛醋          |
| 賽莉亞·威斯頓 Celia Weston                  | 桃樂絲 Doris                | ATF新進銀髮族實習生之一                     |
| 史蒂夫·維諾維奇 Steve Vinovich              | 邁爾斯 Miles                | 班好友，曾出席喪禮                          |
| CJ·威爾森 C.J. Wilson                       | 麥克 Mike                   | 茱兒私人司機                                |
| 瑪莉·凱·普雷絲 Mary Kay Place               | 茱兒媽 Jules's Mom          | 僅配音演出                                  |
| 克莉斯汀·伊凡吉莉絲塔 Christine Evangelista | 米亞 Mia                    | ATF職員                                     |

## 制作
2014年6月23日在纽约市布鲁克林开拍。

## 發行

### 評價
烂番茄新鲜度60%，Metacritic上得到51分，收获混合口碑。

### 票房
北美方面，首周末获得1822万美元居亚军，位列梅耶斯导演作品第三位。次周末入账1162万列第四位。
台灣方面，首週三天票房為新台幣6000萬元；次週票房累計至新台幣1億元；第三週票房累計至新台幣1.55億元；第四週票房累計至新台幣1.92億元；第五週票房累計至新台幣2.15億元；第六週票房累計至新台幣2.3億元；第七週票房累計至新台幣2.4億元；最終全台票房為新台2.51億元。